# Rolando Panerai
Rolando Panerai   (Campi Bisenzio, 17 d'octubre de 1924 - Florència, 22 d'octubre de 2019) va ser un baríton Italià.

## Biografia
Va començar a estudiar cant a Florència, primer amb professors particulars i després en el centre líric del Teatre comunal i posteriorment a Milà. Va debutar el 29 de juny de 1946 al Teatro Dante florentí cantant l'Enrico de la Lucia di Lammermoor de Donizetti al costat del tenor florentí Gino Fratesi i la soprano Orlandina Orlandini, i un any després, després de guanyar el concurs de cant de Spoletto, debuta al Teatro San Carlo de Nàpols cantant el paper del faraó en el Mosè in Egitto rosinnià. El seu debut a la Scala de Milà es produeix el 1951 cantant el Sharpless de Madama Butterfly, i aquell mateix any participarà en el cinquantenari de la mort de Giuseppe Verdi cantant algunes de les seves òperes.
A més de cantar a nombrosos teatres italians, va realitzar una important carrera a l'estranger, debutant a Barcelona el 1949 cantant I puritani i sent un cantant habitual del Festival de Salzburg. Debuta en La Fenice de Venècia el 1955, en la primera representació escènica de L'Àngel de foc de Prokófiev, i a més va participar en les estrenes de Il buon soldato Svejk de Guido Turchi, Il calzare d'argento d'Ildebrando Pizzetti, Romulus de Salvatore Allegra, Il linguaggio dei fiori de Renzo Rossellini, Una partita a pugni de Vieri Tosatti i Cyrano di Bergerac de Franco Alfano.
Des de l'any 2000 va cantar òperes com La Traviata o Così fan tutte i participà a més com a jurat en concursos de cant.
La seva veu fosca i vibrant i el seu estil interpretatiu el van fer ser un cantant habitual a les produccions de directors d'escena com Giorgio Strehler, Franco Zeffirelli i Luchino Visconti.